# Konklave 1378

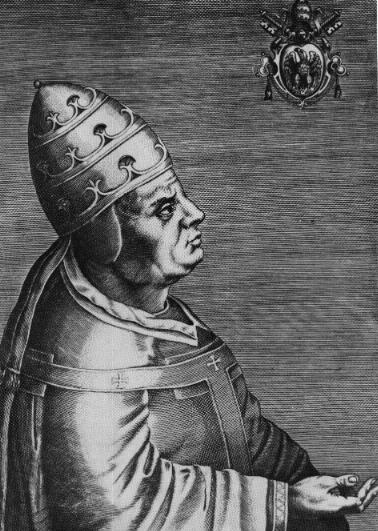
Urban VI.

Wappen des Kardinalkämmerers während der Sedisvakanz

Das Konklave von 1378 war die Wahlversammlung der Kardinäle nach dem Tod von Papst Gregor XI. und das letzte Konklave, welches einen Nichtkardinal zum Papst wählte. Es erfolgte vom 7. April 1378 bis zum 8. April 1378. Mit nur einem Tag Länge ist es eines der kürzesten der Papstgeschichte. Seine Wahl fiel auf den Erzbischof Bartolomeo Prignano, der sich Papst Urban VI. nannte.

## Geschichte
Papst Gregor XI. starb kurz nach seiner Rückkehr von Avignon nach Rom, wo daher dieses Konklave stattfand. Das Kardinalskollegium umfasste zu Konklavebeginn 16 Mitglieder, von denen elf Franzosen, vier Italiener und ein Spanier waren.
Bereits vor dem eigentlichen Konklavebeginn zeichnete sich ein gewisser Druck auf die Kardinäle ab, da die Bevölkerung nach einem Römer oder Italiener als Papst verlangte. Kurz nach Konklavebeginn drangen Bewaffnete in den Palast ein, verwüsteten diesen und stellten noch einmal ihre Forderung nach einem italienischen Papst. Es dauerte drei Stunden, bis man die bewaffneten Eindringlinge wieder entfernen konnte. Um weitere Zwischenfälle zu vermeiden, mauerte man nun die Zugänge zum Palast zu.
Das Kollegium war in drei Blöcke gespalten, sodass die Wahl eines Kompromisskandidaten angestrebt werden musste. Sie fiel auf den Leiter der Apostolischen Kammer, welcher den Kardinälen allgemein bekannt war. Während die Konklaveväter ihr Mittagessen einnahmen, ließen sie Prignano holen.
Als die Bevölkerung erneut in den Palast eindrang und nach einem Römer als Papst verlangte, zeigten die verängstigten Kardinäle, die nun die Gefahr einer revoltierenden Menge erkannten, Kardinal Francesco Tebaldeschi als neuen Papst vor, da man sich fürchtete, den wahren Gewählten zu präsentieren.
Das vehemente Weigern Tebaldeschis und die Gerüchteküche sorgten jedoch schon bald für die Verbreitung des Ergebnisses der eigentlichen Wahl, welcher sich die Bevölkerung am folgenden Tag anschloss.

## Teilnehmer
- Pietro Corsini
- Francesco Tebaldeschi
- Simone Borsano
- Giacomo Orsini
- Jean du Cros
- Guillaume d’Aigrefeuille
- Bertrand Lagier de Figeac OMin
- Robert de Genéve
- Hughes de Montong de Montelais
- Gui de Malesec
- Pierre de Sortenac
- Gérard du Puy OSB
- Pierre Flandrin
- Guillaume Noellet
- Pierre de Vergne
- Petro Martinez de Luna y Gotor

## Abwesende Kardinäle
- Pierre de Salvete Monteruc
- Jean de Blandiac
- Gilles II. Aycelin de Montaigut
- Anglic Grimoard
- Guillaume de Chanac
- Jean de la Grange OSB
- Hugues de Saint-Martial